# Liste der US-Open-Sieger (Juniorinneneinzel)
Diese Liste enthält alle Einzel-Finalistinnen der Juniorinnen bei den US Open.
| Jahr | Siegerin                       | Finalgegnerin                  | Ergebnis                       |
| ---- | ------------------------------ | ------------------------------ | ------------------------------ |
| 1974 | Ilana Kloss                    | Mima Jaušovec                  | 6:4, 6:3                       |
| 1975 | Natalja Tschmyrjowa            | Greer Stevens                  | 6:7, 6:2, 6:2                  |
| 1976 | Marise Kruger                  | Lucia Romanov                  | 6:3, 7:5                       |
| 1977 | Claudia Casabianca             | Lea Antonoplis                 | 6:3, 2:6, 6:2                  |
| 1978 | Linda Siegel                   | Ivanna Madruga                 | 6:4, 6:4                       |
| 1979 | Alycia Moulton                 | Mary-Lou Piatek                | 7:6, 7:6                       |
| 1980 | Susan Mascarin                 | Kathrin Keil                   | 6:3, 6:4                       |
| 1981 | Zina Garrison                  | Kate Gompert                   | 6:0, 6:3                       |
| 1982 | Beth Herr                      | Gretchen Rush                  | 6:3, 6:1                       |
| 1983 | Elizabeth Minter               | Pascale Paradis                | 6:3, 7:5                       |
| 1984 | Katerina Maleewa               | Niurka Sodupe                  | 6:1, 6:2                       |
| 1985 | Laura Garrone                  | Andrea Holíková                | 6:2, 7:6                       |
| 1986 | Elly Hakami                    | Shaun Stafford                 | 6:2, 6:1                       |
| 1987 | Natallja Swerawa               | Sandra Birch                   | 6:0, 6:3                       |
| 1988 | Carrie Cunningham              | Rachel McQuillan               | 7:5, 6:3                       |
| 1989 | Jennifer Capriati              | Rachel McQuillan               | 6:2, 6:3                       |
| 1990 | Magdalena Maleewa              | Noëlle van Lottum              | 7:5, 6:2                       |
| 1991 | Karina Habšudová               | Anne Mall                      | 6:1, 6:3                       |
| 1992 | Lindsay Davenport              | Julie Steven                   | 6:2, 6:2                       |
| 1993 | Maria Bentivoglio              | Yuka Yoshida                   | 7:6, 6:4                       |
| 1994 | Meilen Tu                      | Martina Hingis                 | 6:2, 6:4                       |
| 1995 | Tara Snyder                    | Annabel Ellwood                | 6:4, 4:6, 6:2                  |
| 1996 | Mirjana Lučić                  | Marlene Weingärtner            | 6:2, 6:1                       |
| 1997 | Cara Black                     | Kildine Chevalier              | 6:75, 6:1, 6:3                 |
| 1998 | Jelena Dokić                   | Katarina Srebotnik             | 6:4, 6:2                       |
| 1999 | Lina Krasnoruzkaja             | Nadja Petrowa                  | 6:3, 6:2                       |
| 2000 | María Emilia Salerni           | Tetjana Perebyjnis             | 6:3, 6:4                       |
| 2001 | Marion Bartoli                 | Swetlana Kusnezowa             | 4:6, 6:3, 6:4                  |
| 2002 | Marija Kirilenko               | Barbora Strýcová               | 6:4, 6:4                       |
| 2003 | Kirsten Flipkens               | Michaëlla Krajicek             | 6:3, 7:5                       |
| 2004 | Michaëlla Krajicek             | Jessica Kirkland               | 6:1, 6:1                       |
| 2005 | Wiktoryja Asaranka             | Alexa Glatch                   | 6:3, 6:4                       |
| 2006 | Anastassija Pawljutschenkowa   | Tamira Paszek                  | 3:6, 6:4, 7:5                  |
| 2007 | Kristína Kučová                | Urszula Radwańska              | 6:3, 1:6, 7:64                 |
| 2008 | Coco Vandeweghe                | Gabriela Paz                   | 7:63, 6:1                      |
| 2009 | Heather Watson                 | Jana Butschina                 | 6:4, 6:1                       |
| 2010 | Darja Gawrilowa                | Julija Putinzewa               | 6:3, 6:2                       |
| 2011 | Grace Min                      | Caroline Garcia                | 7:5, 7:63                      |
| 2012 | Samantha Crawford              | Anett Kontaveit                | 7:5, 6:3                       |
| 2013 | Ana Konjuh                     | Tornado Alicia Black           | 3:6, 6:4, 7:66                 |
| 2014 | Marie Bouzková                 | Anhelina Kalinina              | 6:4, 7:65                      |
| 2015 | Dalma Gálfi                    | Sofia Kenin                    | 7:5, 6:4                       |
| 2016 | Kayla Day                      | Viktória Kužmová               | 6:2, 6:3                       |
| 2017 | Amanda Anisimova               | Cori Gauff                     | 6:0, 6:2                       |
| 2018 | Wang Xiyu                      | Clara Burel                    | 7:64, 6:2                      |
| 2019 | María Camila Osorio Serrano    | Alexandra Yepifanova           | 6:1, 6:0                       |
| 2020 | ausgefallen, COVID-19-Pandemie | ausgefallen, COVID-19-Pandemie | ausgefallen, COVID-19-Pandemie |
| 2021 | Robin Montgomery               | Kryszina Dsmitruk              | 6:2, 6:4                       |
| 2022 | Alexandra Eala                 | Lucie Havlíčková               | 6:2, 6:4                       |
| 2023 | Katherine Hui                  | Tereza Valentová               | 6:4, 6:4                       |
| 2024 | Mika Stojsavljevic             | Wakana Sonobe                  | 6:4, 6:4                       |